# Pheia plebecula
Pheia plebecula är en fjärilsart som beskrevs av Paul Dognin 1902. Pheia plebecula ingår i släktet Pheia och familjen björnspinnare. Inga underarter finns listade i Catalogue of Life.